# Maathir al-Umara
Maathir al-Umara és un important recull de biografies d'oficials superiors de l'Índia musulmana (Imperi Mogol) entre els regnats d'Akbar i d'Aurangzeb. Fou escrita en persa per Samsan al-Dawla Mir Abd al-Razzak Shah-Nahwz Awrangabadi (1700-1758), assassinat per oposar-se a la influència del francès marquès de Bussy sobre el nizam de Hyderabad. A la seva mort no estava acabada i la va seguir el fill Mir Abd al-Hayy.